# Ignaz Semmelweis
Ignaz Phillipp Semmelweis (født Semmelweis Ignác Fülöp 1. juli 1818 i Buda, død 13. august 1865 i Döbling ved Wien) var en ungarsk læge, der i 1847 påviste, at barselsfeber kunne reduceres markant ved at indføre håndhygiejne blandt de behandlende læger. Han har vundet tilnavnet "mødrenes frelser" for netop dette arbejde.

## Arbejdet med hygiejne
Semmelweis arbejdede på Allgemeines Krankenhaus der Stadt Wien, hvor han lagde mærke til en stor forskel i dødeligheden mellem hospitalets to fødeafdelinger, Første og Anden obstetriske afdeling. Forskellen mellem de to afdelinger var umiddelbart, at på Første afdeling blev det ”bedre borgerskabs” kvinder indlagt; de blev primært tilset af hospitalets læger i forbindelse med fødslen. På Anden afdeling blev mindre bemidlede kvinder indlagt; det var overvejende jordemødre, der stod for disse kvinders fødsler.
Semmelweis lagde mærke til, at de kvinder, der blev tilset af lægerne på Første afdeling, havde en markant større dødelighed end de kvinder, der primært blev tilset af jordemødrene – dødeligheden lå her ikke sjældent mellem 10% og 35%, mens dødeligheden for kvinderne på Anden afdeling og for kvinder, der fødte hjemme, lå helt nede på 2%. Af samme årsag var det ikke ualmindeligt, at kvinder foretrak at føde hjemme, uden professionel assistance, frem for at komme på hospitalet.
Semmelweis kom på sporet af årsagen til den ulige fordeling, efter at hans gode ven, lægen Jakob Kolletschka, døde af en infektion, han havde pådraget sig under obduktionen af en kvinde, der var død i barselsseng på hospitalet. Det forholdt sig nemlig således, at jordemødrene på Anden afdeling kun arbejdede med at forløse børn, mens lægerne på Første afdeling havde mere alsidige opgaver – ikke mindst at uddanne unge læger. Det foregik på Semmelweis’ hospital således, at man startede dagen i dissektionsstuen, hvor man udførte obduktioner, hvorefter man fortsatte op på afdelingerne og tilså patienterne. Derfor udviklede Semmelweis den hypotese, at lægerne måtte overføre et "ligstof" fra de døde patienter til de levende. Han fik nu lægerne til at vaske hænder i en klorkalk-opløsning, inden de tilså kvinderne, hvilket fik dødeligheden til at falde til et niveau, der var sammenligneligt med Anden afdelings ca. 2%. Senere indførte han også tilsvarende vask af operationsinstrumenter og endte med at kunne præstere en dødelighed på under 1%.

## Afvisning fra Lægestanden
Trods disse resultater vandt Semmelweis aldrig stor tilslutning for sine ideer mens han levede. På det tidspunkt var aseptiske foranstaltninger yderst upopulære, og de statistiske beviser blev simpelthen betragtet som useriøse. Med både sine praksis og sine skrifter forsøgte han at udbrede sine synspunkter, men desværre tog det medicinske samfund ikke notits af ham. Mange mente, at alene dét at vaske hænder før man tilså hver enkelt patient ganske enkelt ville medføre for meget arbejde for den enkelte læge. Tillige havde datidens lægestand svært ved at acceptere, at de med manglende hygiejne havde ansvaret for den høje dødelighed. Forklaringen på årsagen til den overførte smitte – mikrobiologi blev først grundlagt med Louis Pasteur og Joseph Listers arbejder flere år senere.

## Sammenbrud og død
Fra midten af juli 1865 begyndte tegn på sindssyge at vise sig i hans adfærd ifølge hans kolleger; den 31. juli blev han ført til Wien, og doktor Balassa indlagde ham på Döbling sindssygehospital. På grund af hans aggressive opførsel blev han alvorligt mishandlet af sine plejere, og sandsynligvis som følge heraf døde han efter to uger.
Omstændighederne omkring hans død er stadig ukendte, og hans biografer har fremsat flere forskellige teorier. Én af dem var, at han blev indlagt på sindssygehospitalet på grund af syfilis, men en undersøgelse af Semmelweis' levn udelukkede syfilis. Ifølge en anden teori blev han ikke indlagt, men kom der ved en list, hvor han til sidst blev brutalt slået ihjel. På tidspunktet for hans død var hele det medicinske samfund imod ham, da de ikke ville anerkende, at de selv forårsagede deres patienters død, hvilket Semmelweis med stor iver hævdede.
Han blev først begravet på Schmelz kirkegård, hvor hverken hans kolleger eller familiemedlemmer deltog i begravelsen. Efter at kirkegården blev nedlagt, bragte hans kone i 1891 hans aske hjem til familiens gravkammer på Kerepesi kirkegård. I 1894 fik han en prydelig, individuel gravplads i sektion 21, som i 1930 blev flyttet til en mere fremtrædende plads (34/2-1-1). Herfra blev han i 1963 ekskumeret og ved udgangen af 1964 genbegravet i en ny grav: ved sidevæggen af hans fødehjems gård, som nu er Semmelweis Medicinhistoriske Museum.